# Ana de las Tejas Verdes (película de 1919)
Ana de las Tejas Verdes (título original Anne of Green Gables) es una película muda de drama y comedia estadounidense de 1919, basada en la novela de 1908 Ana la de Tejas Verdes escrita por Lucy Maud Montgomery, dirigida por William Desmond Taylor y protagonizada por Mary Miles Minter, Frederick Burton y Marcia Harris en los papeles principales. Hasta 1999, se creía que todas las copias de la película se habían perdido.

## Argumento
Anne Shirley (Mary Miles Minter), cuya carrera como huérfana ha sido muy animada debido a su picardía natural, es enviada por error a la casa de Marilla Cuthbert (Marcia Harris) y su hermano Matthew (Frederick Burton). El hermano y la hermana habían decidido adoptar un niño para que los ayudara en su granja, pero decidieron quedarse con Anne de todos modos. Su primera juventud es una serie de desgracias o «rasguños». Durante este tiempo, conoce a Gilbert Blythe (Paul Kelly) y comienza su amor mutuo. Cuando Anne se graduó de la escuela secundaria y espera felizmente la universidad, Matthew muere y Marilla queda ciega. Acepta uno trabajo en el pueblo como maestra de escuela. Gilbert ha tomado medicamentos durante este tiempo. A pesar de la mala suerte que la persigue, Anne logra ahorrar lo suficiente y paga una operación que restaura la visión de Marilla. Entonces ella y Gilbert se casan.
Lucy Maud Montgomery odiaba la película por lo que llamó «absurdos». Según Montgomery, la bandera de los Estados Unidos se exhibía de manera prominente en la graduación de Anne en su universidad canadiense. En otra parte, Anne se encontró con una mofeta y la confundió con un gatito. Sin embargo, las mofetas no existían en la Isla del Príncipe Eduardo en el momento en que se realizó o se estrenó la película, y solo un granjero las introdujo más tarde. La película también contenía una escena en la que Anne castigaba a un niño. Luego, Anne blandió una escopeta para defenderse de una multitud enojada que se congregó en la puerta de su escuela en nombre del niño.
Un resumen de la película se publicó en la edición de abril de 1920 de Moving Picture Aid, incluidas cuatro imágenes fijas que han sobrevivido.

## Reparto

### Personajes principales

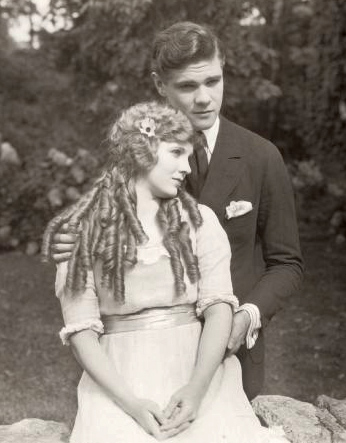
Mary Miles Minter y Paul Kelly en una escena de la película

- Mary Miles Minter (1902-1984) - Cuando se estrenó la película en noviembre de 1919, la actriz tenía 17 años. Muy joven, se había convertido en una de las estrellas más populares para el público estadounidense. Catorce meses después, el 1 de febrero de 1922, comenzó su imparable declive. Implicada en la muerte del director William Desmond Taylor pero, sobre todo, por haber sido su amante (él tenía 50 años, ella menos de veinte), la actriz se vio desbordada por el escándalo y destrozó su carrera. Tanto es así que decidió salir de Estados Unidos para irse a vivir a Francia de donde volvería solo en sus últimos años de vida.
- Paul Kelly (1899-1956) - Actor infantil, comenzó a actuar en el teatro y luego comenzó una prometedora carrera cinematográfica en los años veinte. En 1927, fue arrestado y condenado por la muerte de Ray Raymond, que ocurrió dos días después de que estallara un violento altercado entre los dos hombres por la relación de Kelly con la esposa de la víctima. En la cárcel, donde Kelly permanecería durante dos años, el actor estudió dicción, preparándose para el regreso al cine que, en ese momento, pasaba a sonar. Su carrera sufrió un revés y Kelly se convirtió en uno de los actores de personajes más conocidos del cine de Hollywood de los años treinta y cuarenta.

### Personajes secundarios
- Marcia Harris como Marilla Cuthbert
- Frederick Burton como Matthew Cuthbert
- F. T. Chailee como Abdenego Pie
- Leila Romer como Mrs. Pie
- Lincoln Stedman como Jumbo Pie
- Hazel Sexton como Josie Pie
- Russell Hewitt como Anthony Pie
- Albert Hackett como Robert
- Laurie Lovelle como Diana Barry
- Carolyn Lee como Mrs. Barry
- Jack B. Hollis como Rev. Figtree
- George Stewart como Gilbert Blythe
- Beatrice Allen.

## Producción
La película se rodó en Dedham, Massachusetts de agosto a octubre de 1919 y se estrenó el 23 de noviembre de 1919.
Lucy Maud Montgomery, quien escribió la novela original, se enfureció con las muchas libertades que la película se tomó con sus personajes, incluido el cambio de Anne de canadiense a estadounidense. Así escribió en su diario: 

Fue una pequeña obra de teatro muy bien fotografiada, pero creo que si no hubiera sabido ya que era por mi libro, nunca lo habría reconocido. El paisaje y la gente era "Nueva Inglaterra", nunca la Isla del Príncipe Eduardo [...] Se introdujeron una mofeta y una bandera estadounidense, ambas igualmente desconocidas en la Isla del Príncipe Eduardo. Podría haber gritado de rabia por esta última. ¡Qué yanquismo tan grosero y descarado!» 

Se cree que no queda ninguna de las seis copias originales de la película, por lo que se considera perdida. Tras las investigaciones llevadas a cabo por la muerte en circunstancias misteriosas y nunca aclaradas del director William Desmond Taylor en 1922, se descubrió la relación íntima entre el director y la joven actriz Mary Miles Minter, lo que provocó un gran escándalo sobre todo por la diferencia de edad entre los dos. En ese momento, numerosas películas dirigidas por Taylor fueron destruidas, incluidas las seis copias de Ana de las Tejas Verdes. El descubrimiento en 2001 de dos grandes carteles de la película que habían estado ocultos bajo una alfombra durante años en una casa de un pequeño pueblo de Míchigan, da esperanzas de que al menos una copia de la película haya sobrevivido y que pueda ser encontrada algún día.

## Galería de imágenes

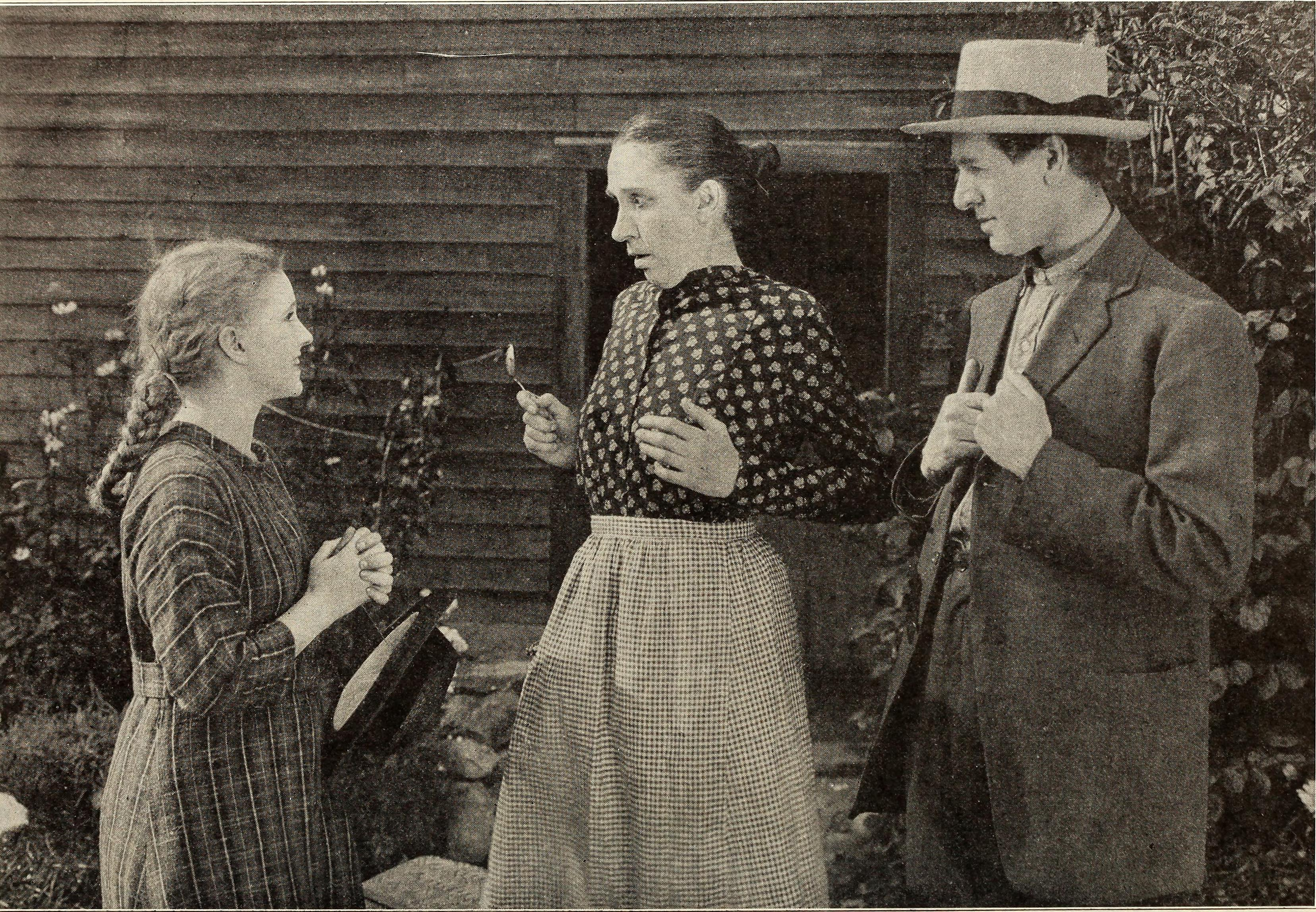
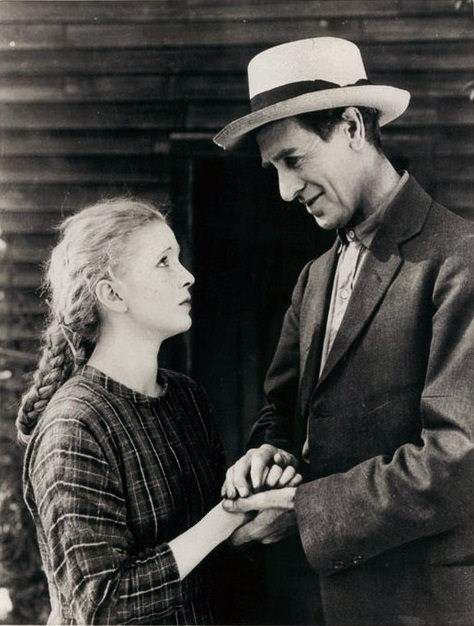
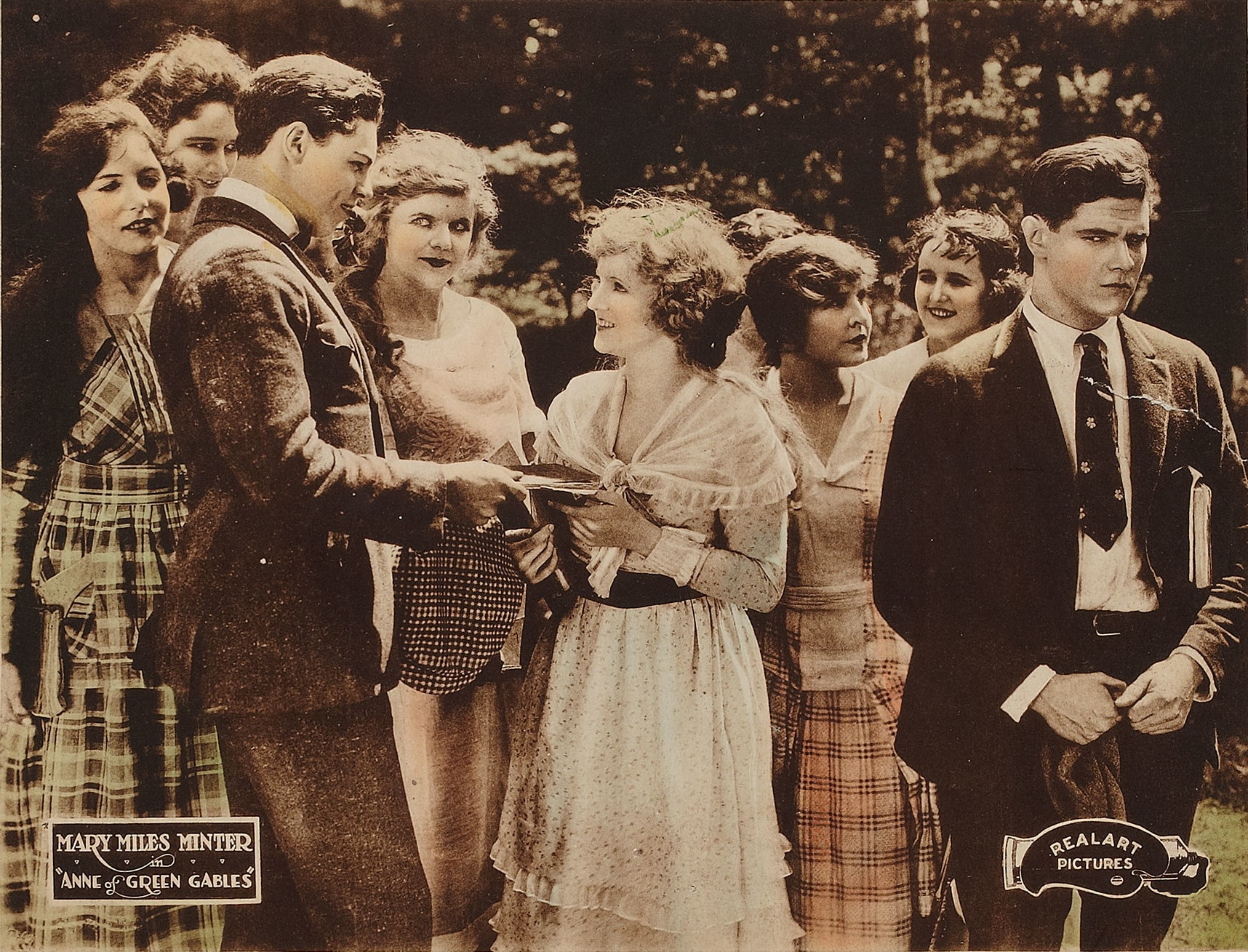
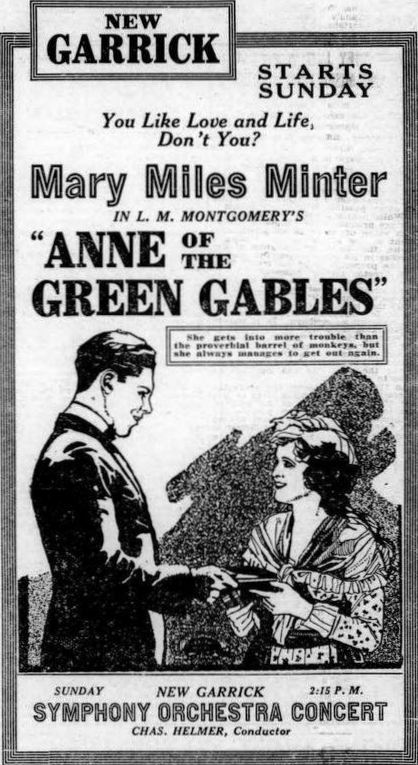
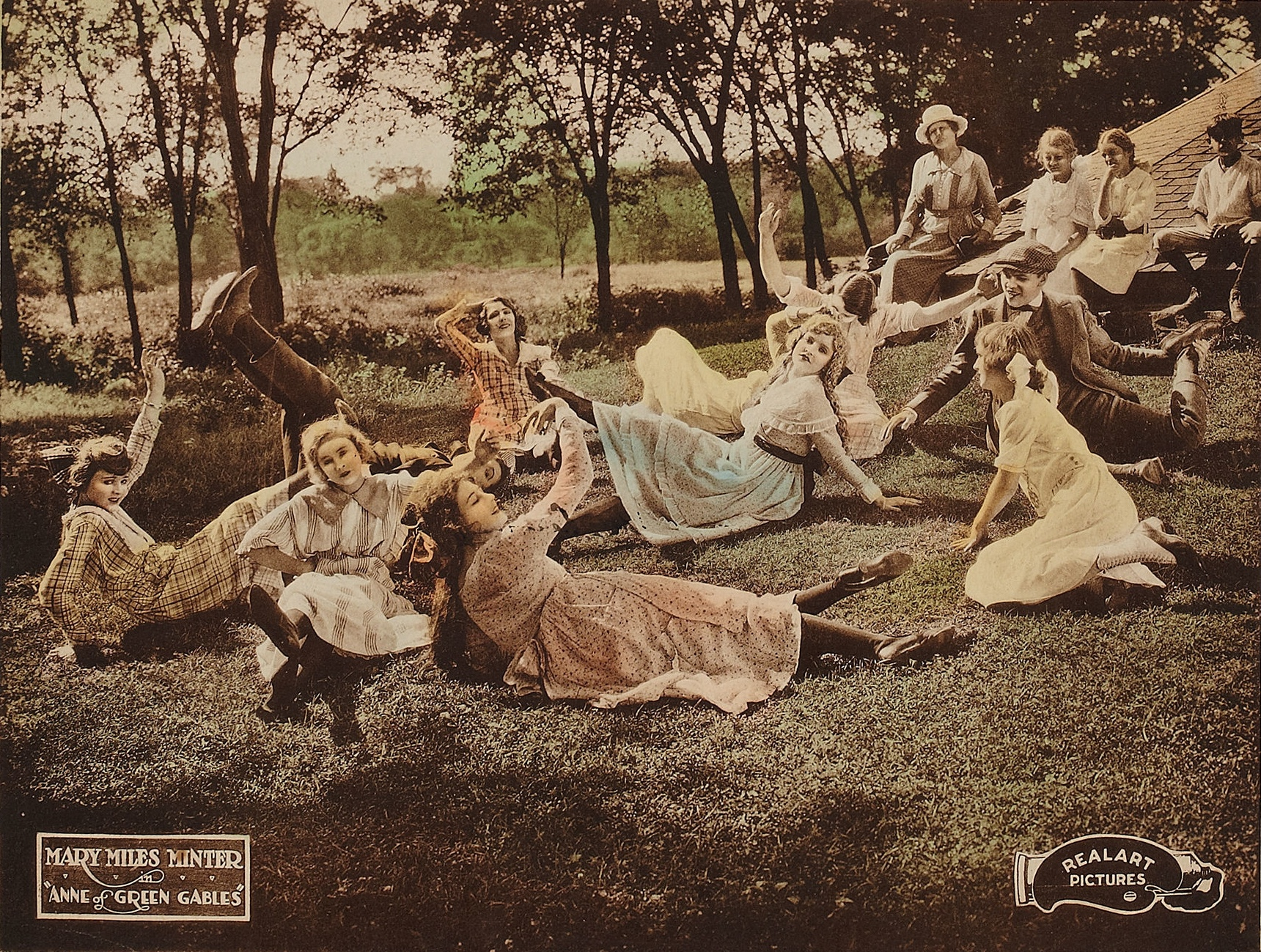
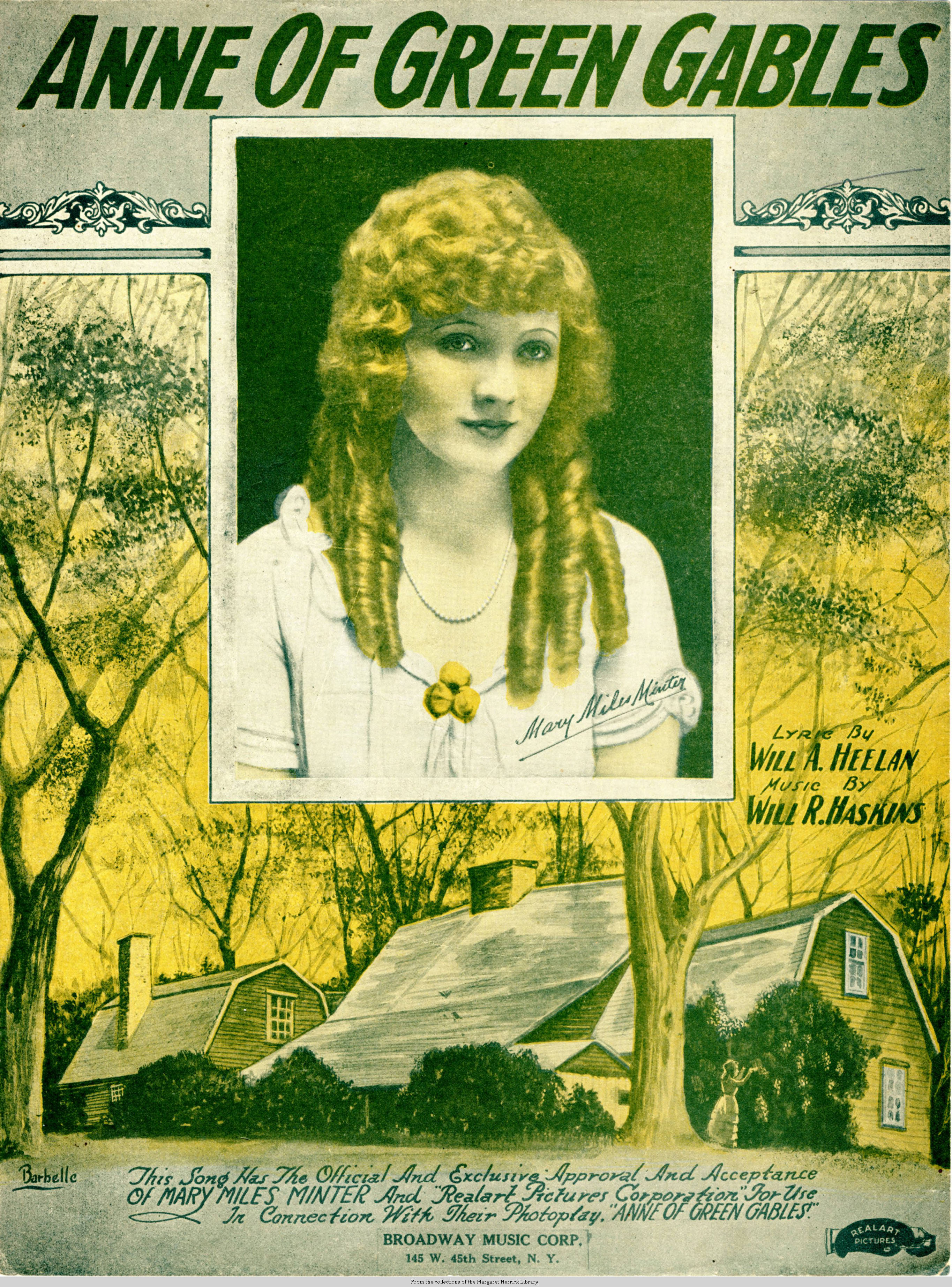